# Engrobas
Engrobas (llamada oficialmente San Román das Encrobas) es una parroquia y una aldea española del municipio de Cerceda, en la provincia de La Coruña, Galicia.

## Otras denominaciones
La parroquia también es conocida por el nombre de San Román de Encrobas.

## Historia
En el Antiguo Régimen, la parroquia, junto con otras, formaba parte de la jurisdicción de Encrobas, cuyo señorío ejercía el Marquesado de Astorga, junto con otros. Así aparece en el conocido como nomenclátor de Floridablanca (1789), dentro de dicha jurisdicción, junto con las feligresías de Cerceda y Queijas, todas ellas de señorío secular con jurisdicción ordinaria del marqués de Astorga en las tres y además por Lucas Sánchez de Boado, en la de Queijas.
Desde mediados de los años setenta, la parroquia fue escenario del conflicto de As Encrobas, surgido a raíz de la creación de una mina de lignito que ocupó una parte significativa de los terrenos habitados en ella.

## Entidades de población
Entidades de población que forman parte de la parroquia:
- Arroyo[11] (O Arroio)
- Encrobas (As Encrobas)
- Gustovedro (O Gustovedro)
- Loureiro (O Loureiro)
- Lousa (A Lousa)
- Lucín
- Morzós
- Pontojo[12] (Pontoxo)
- Quintán (A Quintán)
- San Cosmade
- Vidual (Bidual)
- Xalo (O Xalo)

## Despoblados
Despoblados que forman parte de la parroquia:
- Cotiño
- Croeda
- Enfesta (A Enfesta)
- Pedragrande o Pedra Grande[13]
- Pumariño
- Silvarredonda

### Antiguos lugares
En el diccionario de Madoz se recoge que la feligresía, por aquel entonces con una población de 480 vecinos y 991 almas, comprendía los lugares de 

comprende los lugares de Abieira, Belesar, Bustobedro, Buris, Francelos, Guichar, Gonton, Lousal, Outeiral, Pontojo, Quintan y Soriga, [...]

La Geografía General del Reino de Galicia (1928) de Francesc Carreras señala, en sus páginas 632 y 633, que la parroquia la componían las aldeas de 

comprende las aldeas de Avieira, Buris, Campo—Rapado, Croeda, Enfesta, Entrambas–rías, Ferreirio, Figueira, Francelos, Gontón, Guichar, Lousal, Lucín, Marganás, Outeiral, Pedra Grande, Pontoxo, Quintán [...], Rañoa, Soriga y Vilar, [...]

Algunas de ellas, como Lousa, Burís y Gontón, desaparecieron por la explotación de la corta de Lignitos de Meirama.

## Demografía

### Parroquia
| Gráfica de evolución demográfica de Engrobas (parroquia) entre 2000 y 2019 |
|                                                                            |
| Datos según el nomenclátor publicado por el INE.                           |

### Aldea
| Gráfica de evolución demográfica de Encrobas (aldea) entre 2000 y 2019 |
|                                                                        |
| Datos según el nomenclátor publicado por el INE.                       |

## Parroquia eclesiástica
La correspondiente parroquia eclesiástica se encuentra bajo la advocación de san Román de Antioquía. Se encuentra encuadra en el arciprestazgo de Órdenes de la archidiócesis de Santiago de Compostela.
La iglesia parroquial se encuentra en el paraje de Pontoxo, a donde fue trasladada desde Gontón debido a las grietas provocadas por la explotación de la corta de Lignitos de Meirama. 

## Patrimonio histórico-artístico
Según las normas subsidiarias de planeamiento del municipio de Cerceda aprobadas en 1996, dentro del término parroquial se encuentra dentro del catálogo de edificios y conjuntos objetos de protección el castro del Coto de Guichar, la iglesia parroquial y el pazo de Gotón.
La fábrica original de la iglesia parroquial es de finales del siglo XII y fue reformada en 1720, en que fue alargada 3 varas mediante el desplazamiento de la posición de la fachada. En la década de 1990 fue trasladada a su posición actual. El traslado permitió la excavación de su ubicación original.